# Alexia
Az Alexia női név az Alexander férfinév Alexius alakjának női párja, jelentése: védő.

## Rokon nevek
Alexandra, Alexa, Alexandrin, Alexandrina, Alesszia, Aleszja, Szandra, Szendi

## Gyakorisága
Az újszülötteknek adott nevek körében az 1990-es években szórványosan fordul elő. A 2000-es és a 2010-es években sem szerepelt a 100 leggyakrabban adott női név között.
A teljes népességre vonatkozóan az Alexia sem a 2000-es, sem a 2010-es években nem szerepelt a 100 leggyakrabban viselt női név között.

## Névnapok
május 10., július 17.

## Híres Alexiák
„Alexia” utónevű személyek szócikkeinek listája a Wikidata alapján